# Rezerwat przyrody Kamienna Góra
Rezerwat przyrody Kamienna Góra – rezerwat leśny na terenie gminy Jonkowo w Nadleśnictwie Kudypy (województwo warmińsko-mazurskie). Utworzony został w 1995 roku (M.P. z 1995 r. nr 5, poz. 83) dla zachowania stanowiska buczyny pomorskiej. Występuje tu też wiele rzadkich i chronionych gatunków roślin. Najwyższe wzniesienie na terenie rezerwatu to Kamienna Góra 179 m n.p.m. Powierzchnię pokrywają liczne głazy narzutowe.

## Zbiorowiska roślinne na terenie rezerwatu
- buczyna pomorska (na wschodniej granicy zasięgu[1][2]),
- buczyna kwaśna,
- grąd,
- świerkowy bór mieszany świeży,
- świerkowy bór mieszany wilgotny,
- olszyna,
- łęg jesionowo-olszowy
- turzycowisko szalejowe[3].